# RD-180
L'RD-180 (Ракетный Двигатель-180, Raketni Dvígatel-180) és un motor de coet rus de dues toveres i dues cambres de combustió, derivat de l'RD-170 utilitzat en els coets Zenit. Com en l'RD-170, que té quatre cambres, les cambres de combustió de l'RD-180 comparteixen una única turbobomba. Els drets per utilitzar l'RD-180 foren adquirits pel Departament de Sistemes Espacials de General Dynamics (posteriorment comprat per Lockheed Martin) a principis de la dècada del 1990 per tal d'utilitzar-los en els Evolved Expendable Launch Vehicle (EELV) i el programa Atlas. Com que aquests programes foren dissenyats per dur a terme llançaments governamentals dels Estats Units a més de llançaments comercials, s'acordà que l'RD-180 fos coproduït per Pratt & Whitney. Fins ara, totes les unitats han estat produïdes a Rússia. Actualment, el motor és venut per una aliança d'empreses entre Pratt & Whitney i NPO Energomaix (el desenvolupador i constructor rus) anomenada RD AMROSS.
L'RD-180 és alimentat amb una mescla de querosè i LOX i utilitza un cicle de combustió esglaonada a alta pressió extremament eficient. El motor (igual que el seu progenitor, l'RD-170) és únic pel fet que utilitza un precremador ric en LOX, a diferència dels típics dissenys rics en combustible dels EUA. La termodinàmica del cicle permet que un precremador ric en LOX sigui més potent per unitat de pes, però amb l'inconvenient que cal transportar oxigen gasós a alta pressió i temperatura a través del motor. Els moviments de les toveres són controlats per quatre actuadors hidràulics. És un motor molt gran i bastant robust.